# Ceroxys philadelphica
Ceroxys philadelphica är en tvåvingeart som först beskrevs av Robineau-desvoidy 1830.  Ceroxys philadelphica ingår i släktet Ceroxys och familjen fläckflugor.
Artens utbredningsområde är Pennsylvania. Inga underarter finns listade i Catalogue of Life.